# Znojmo

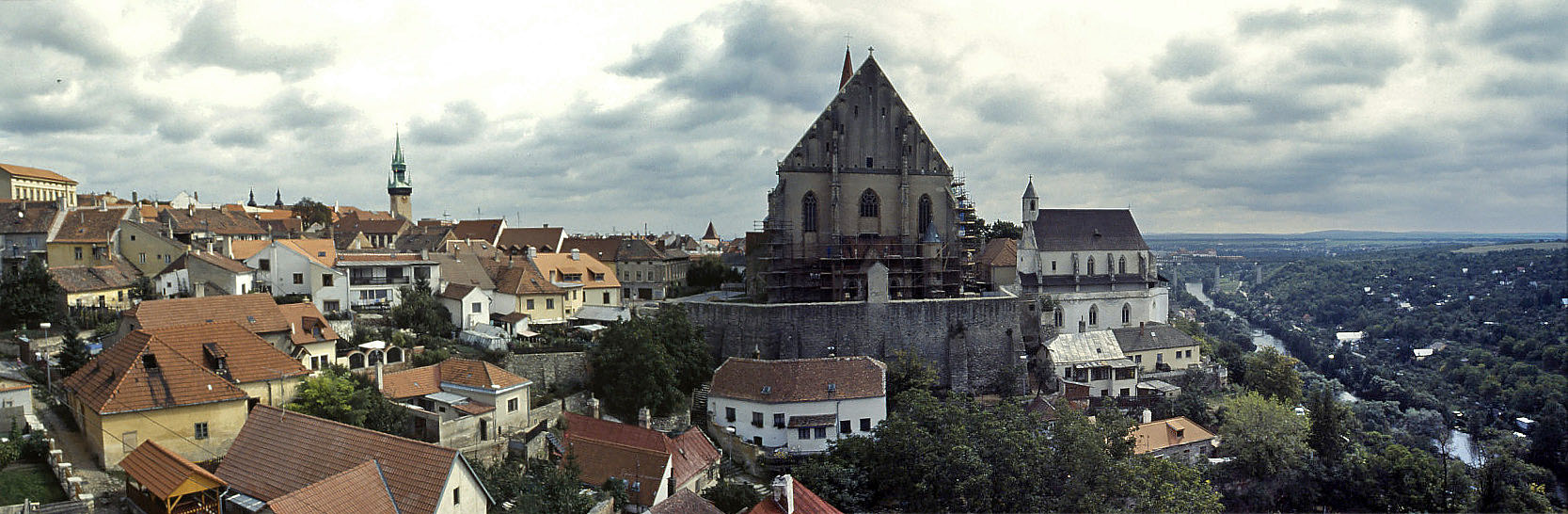
Panorama over de stad. In het midden de Sint-Nicolaaskerk en rechts de rivier de Dyje

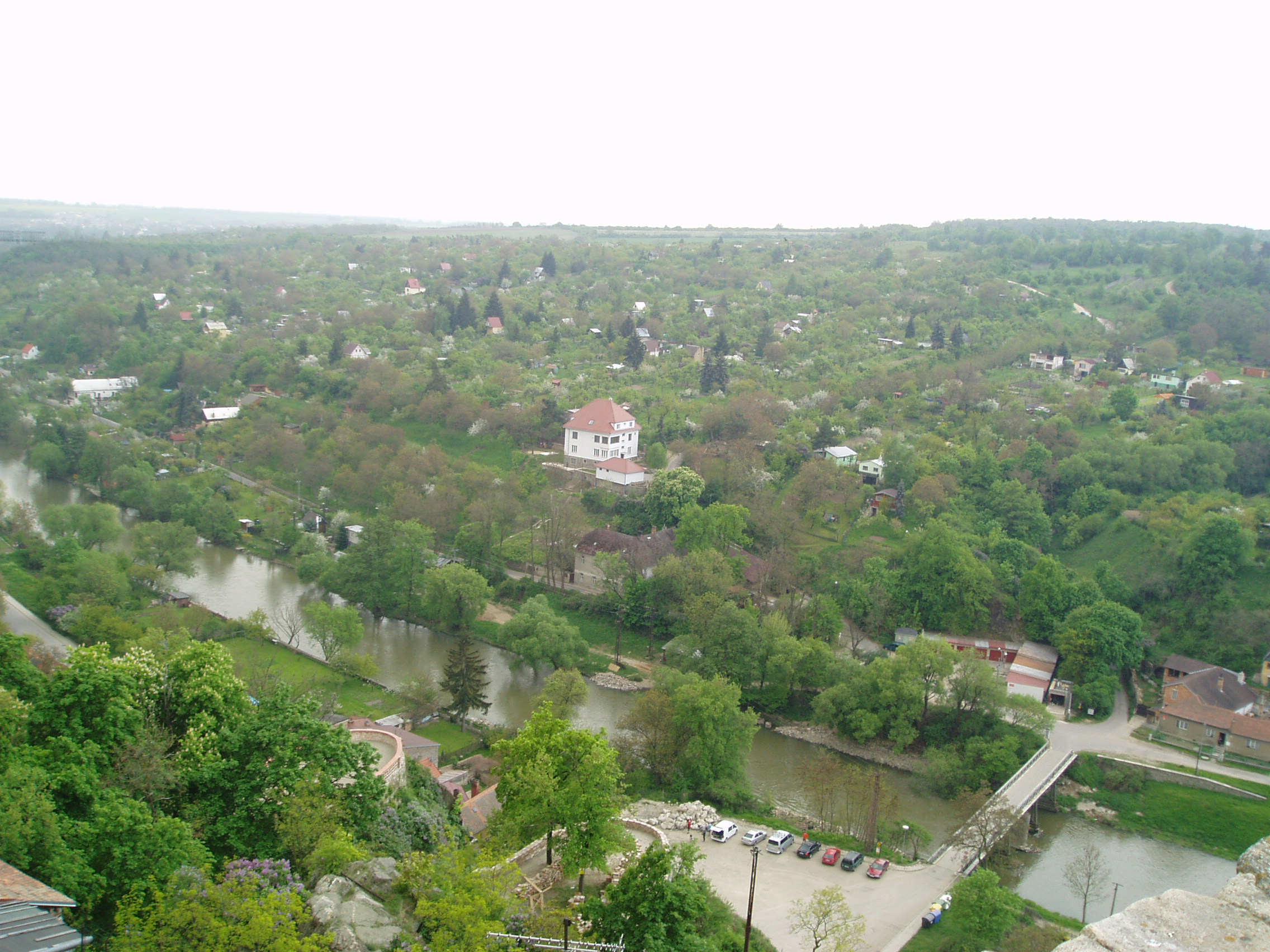
Buitengebied van Znojmo

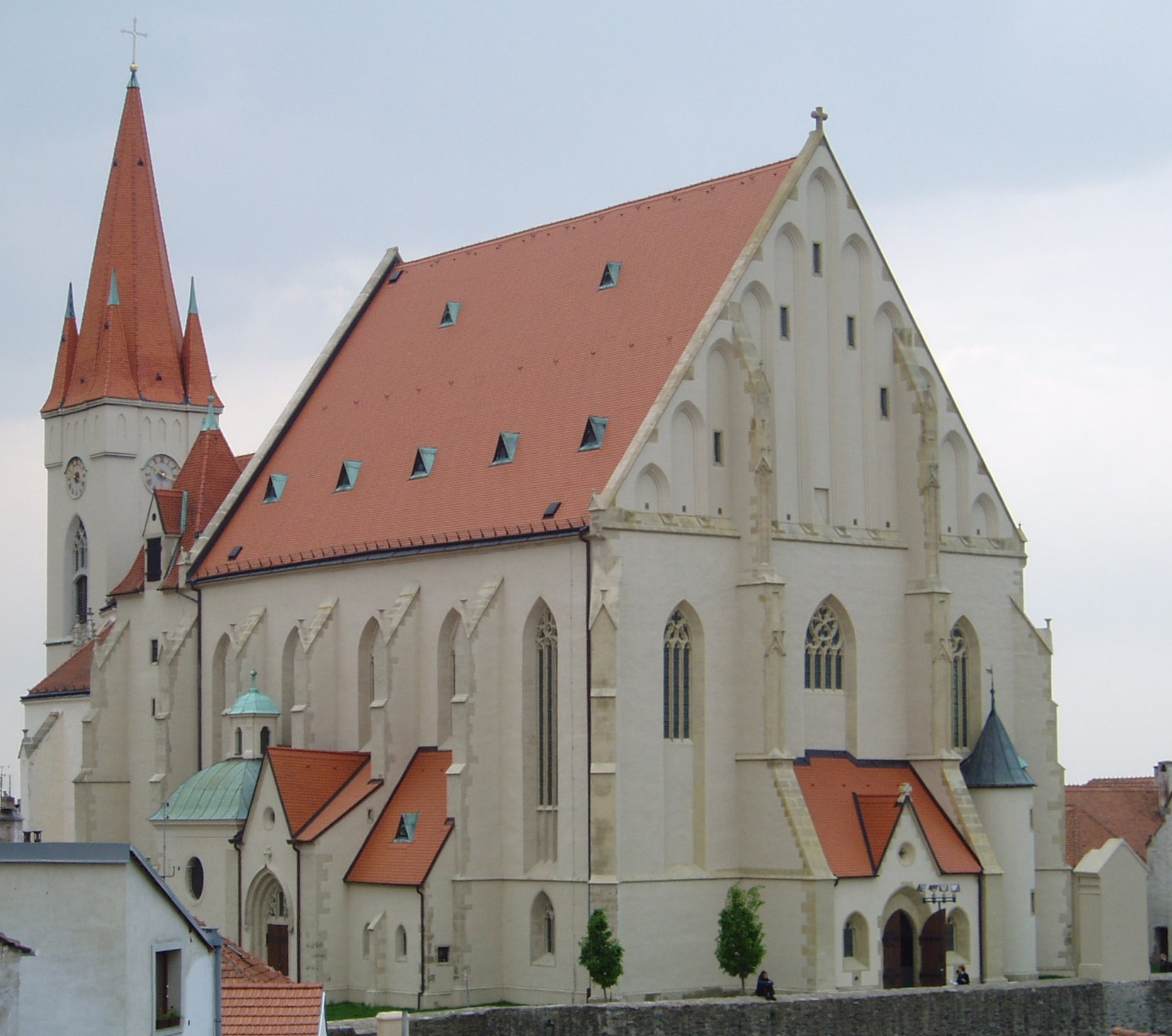
Sint-Nicolaaskerk

Znojmo (Duits: Znaim) is een oude Tsjechische stad in de regio Zuid-Moravië. De stad ligt aan de rivier de Dyje, vlak bij de Oostenrijkse grens en aan de rand van de Boheems-Moravische Hoogvlakte. Een deel van de stad is op een heuvel gebouwd.
De geschiedenis van Znojmo gaat in ieder geval terug tot de 9e eeuw, toen op deze plaats al een burcht bestond. De naam is wellicht van Keltische oorsprong en duidt op stromend water. Znojmo is vaak het centrum geweest van burgeroorlogen, vetes en andere conflicten. Het heeft veel verschillende heersers gekend, waaronder Napoleon Bonaparte. Zelfs het Zweedse leger heeft getracht de stad te belegeren. Znojmo is vaak afgebrand (vaak door oorlog), overstroomd door de Dyje en ook de pest heeft de stad geteisterd. Voor de Tweede Wereldoorlog was de bevolking in het district Znojmo grotendeels Duitstalig (2/3 Duits, 1/3 Tsjechisch). Tussen 1945 en 1946 werd de Duitstalige bevolking, zoals ook elders in Tsjechië, verdreven.

## Geschiedenis
Bij de vroegste bewoning ontstond bij een 9de-eeuwse burcht, een belangrijk steunpunt van Groot-Moravische Rijk, dat vermeld werd met als oudst bekende naam: Znoiem, Nadat dit rijk uiteengevallen was, zochten de markgraven van Brno-Znojmo in het begin van de 11de eeuw de bescherming van de Poolse koningen, maar aan het einde van die eeuw moesten die hun gezag afstaan aan de Boheemse koningen. De wijken rond de burcht ontwikkelden zich tot een marktplaats die in 1226 de status kreeg van koninklijke stad met Weens stadsrecht. De invloed van het Duitstalige bevolkingsdeel nam toe toen de stad in de 15de eeuw de bescherming van de Oostenrijkse Habsburgers zocht tegen de Hussieten. Keizer Ferdinand II van Habsburg sloot in Znaim een verdrag met de Boheemse edelman Albrecht von Wallenstein waarin deze werd benoemd tot Habsburgs veldheer en in die hoedanigheid de contra-reformatie aan Bohemen en Moravië militair oplegde. De Boheemse staatkundige onafhankelijkheid werd vervolgens ontmanteld door de verdrijving van de Hussieten en andere protestanten na 1622. Bohemen en Moravië kwamen in 1629 definitief onder de Habsburgse kroon.
De stad ontwikkelde zich sindsdien op bescheiden wijze en deed alleen van zich spreken door het Verdrag van Schönbrunn, waartoe in 1809 in Znaim de voorbereiding getroffen werden met een wapenstilstand tussen Napoleon en Oostenrijk.
De bevolking bleef verdeeld tussen Tsjechen en Duitsers die zich verschansten in een eigen nationaal verenigingsleven en gaandeweg steeds meer tegenover elkaar kwamen te staan. Aan de Duitstalige dominantie kwam in 1918 een einde toen Znaim volgens het Verdrag van Saint-Germain bij het nieuwe Tsjechoslowakije werd gevoegd. Een groot aantal Tsjechische ambtenaren vestigden zich in wat nu de grensstad Znojmo was en daardoor verschoven de nationale verhoudingen ingrijpend. Was voor 1918 85% van de bevolking Duitstalig, in 1938 was dat aantal tot onder 40% gezakt. Veel tweetaligen hadden intussen voor de Tsjechische identiteit gekozen.
In 1938 werden bij het Verdrag van München de Duitstalige randgebieden van Bohemen en Moravië door het Groot-Duitse Rijk geannexeerd. De zuidelijke Duitstalige rand van Moravië, inclusief Znaim, werd echter niet bij de nieuwe Reichsgau Sudetenland gevoegd maar bij de Reichsgau Niederdonau (Neder-Oostenrijk), totdat in 1945 Sovjet-troepen het gebied bevrijdden. Ingevolge de Benes-decreten werden nu de ruim 8.000 Duitstaligen van hun staatsburgerschap ontheven en onteigend. Voor de Tweede Wereldoorlog was de bevolking in het gehele district Znojmo grotendeels Duitstalig (2/3 Duits, 1/3 Tsjechisch). Tussen 1945 en 1946 werd de Duitstalige bevolking, zoals ook elders in Tsjechië, verdreven. Velen waren al over de nabije grens gevlucht voor het geweld van de Tsjechische milities. Zie Verdrijving van Duitsers na de Tweede Wereldoorlog.

## Geboren in Znaim/ Znojmo
- Eugen Heinrich Schmitt (1851–1916), pacifist en anarchistisch politiek filosoof in Wenen en Boedapest
- Alexander Pock (1871–1950), Oostenrijks hofschilder van genre en militaire taferelen
- Richard Meister (1881–1964), Rector van de universiteit Wenen en president van de Oostenrijkse Academie van Wetenschappen
- Carla von Zawisch-Ossenitz, (1888–1961), histologe, vluchtte als wetenschapper voor de nazi’s naar Frankrijk en van daar naar de Verenigde Staten.
- Angela Rohr-Müllner (1890-1985), Duitstalig schrijfster en dokter die in 1925 naar Moskou vertrok en in 1941 tot 16 jaar GOELAG werd veroordeeld.
- Elisabeth Marie Auguste van Beieren, ook: Auguste von Seefried auf Buttenheim (1899–1978), als nakomelinge van keizer Frans Josef I de laatste prinses van Beieren,
- Herbert Felix (1908–1973), moest als Jood vluchten voor de nazi’s, vocht in het Tsjechische bevrijdingsleger, werd ondernemer in Zweden en daarna in Oostenrijk en oprichter van de voedselconcerns AB Felix en Felix Austria
- Emil Kotrba (1912–1983), klassiek schilder en tekenaar
- Gerard Radnitzky (1921–2006), wetenschapstheoreticus in Zweden en Duitsland
- Heinz Brandl (*1940), hoogleraar en vernieuwer geotechniek in Wenen
- Wilhemine Busch (* 1941), als feministe politiek actief voor de ÖVP in Wenen en Burgenland
- Jan Leitner (* 1953), olympisch gelauwerd verspringer

## Economie
Znojmo is het centrum van de wijnproductie in Tsjechië. In en rond Znojmo kan men goede en vooral erg goedkope wijnen kopen. Ook produceert Znojmo bier voor een grote regio. Verder augurken, keramiek, melk, hout en leer.

## Bezienswaardigheden
- Oude bierbrouwerij met museum van het plaatselijk gebrouwen Hostan-bier.
- Rotonde van St.-Katharina. Dit torentje staat op het terrein van de brouwerij. In 1949 zijn hier fresco's blootgelegd die uit het jaar 1134 stammen.
- Sint-Nicolaaskerk. Deze Rooms-Katholiek kerk heeft een sober exterieur, maar het interieur is rijkelijk versierd.

### Ondergronds gangenstelsel
Onder de stad lopen tunnels met een totale lengte van meer dan 40 kilometer. Deze dienden oorspronkelijk als schuilplaats voor de bevolking in tijden van oorlog en zijn verbonden met de kelders van vele huizen. De schoorstenen van de tunnels liepen door in de gewone schoorstenen van de huizen bovengronds. Zo zouden de huizen, vanwege de rokende schoorsteen, toch bewoond lijken. Vijandelijke soldaten zouden daarop gedacht hadden dat het een spookstad was. In vredestijd werden de gangen gebruikt voor de opslag van groente, fruit en wijn. Tegenwoordig wonen er voornamelijk vleermuizen. Er gaan verhalen dat het ondergrondse gangenstelsel doorloopt naar Retz (Oostenrijk) maar dit is nooit bewezen. Onder leiding van een gids kan een deel van het gangenstelsel worden bezocht.

## Zustersteden
- Harderwijk, Nederland
- Nové Zámky, Slowakije
- Pontassieve, Italië
- Retz, Oostenrijk
- Ružinov, Slowakije
- Strzegom, Polen
- Torgau, Duitsland
- Trente, Italië

Het Dr. Karla Gymnasium in Znojmo heeft een uitwisselingsproject met RSG Slingerbos in Harderwijk, als onderdeel van de stedenband.
Bantice ·
Běhařovice ·
Bezkov ·
Bítov ·
Blanné ·
Blížkovice ·
Bohutice ·
Bojanovice ·
Borotice ·
Boskovštejn ·
Božice ·
Břežany ·
Citonice ·
Ctidružice ·
Čejkovice ·
Čermákovice ·
Černín ·
Damnice ·
Dobelice ·
Dobřínsko ·
Dobšice ·
Dolenice ·
Dolní Dubňany ·
Dyjákovice ·
Dyjákovičky ·
Dyje ·
Džbánice ·
Grešlové Mýto ·
Havraníky ·
Hevlín ·
Hluboké Mašůvky ·
Hnanice ·
Hodonice ·
Horní Břečkov ·
Horní Dubňany ·
Horní Dunajovice ·
Horní Kounice ·
Hostěradice ·
Hostim ·
Hrabětice ·
Hrádek ·
Hrušovany nad Jevišovkou ·
Chvalatice ·
Chvalovice ·
Jamolice ·
Jaroslavice ·
Jevišovice ·
Jezeřany-Maršovice ·
Jiřice u Miroslavi ·
Jiřice u Moravských Budějovic ·
Kadov ·
Korolupy ·
Kravsko ·
Krhovice ·
Křepice ·
Křídlůvky ·
Kubšice ·
Kuchařovice ·
Kyjovice ·
Lančov ·
Lechovice ·
Lesná ·
Lesonice ·
Litobratřice ·
Lubnice ·
Lukov ·
Mackovice ·
Mašovice ·
Medlice ·
Mikulovice ·
Milíčovice ·
Miroslav ·
Miroslavské Knínice ·
Morašice ·
Moravský Krumlov ·
Našiměřice ·
Němčičky ·
Nový Šaldorf-Sedlešovice ·
Olbramkostel ·
Olbramovice ·
Oleksovice ·
Onšov ·
Oslnovice ·
Pavlice ·
Petrovice ·
Plaveč ·
Plenkovice ·
Podhradí nad Dyjí ·
Podmolí ·
Podmyče ·
Práče ·
Pravice ·
Prokopov ·
Prosiměřice ·
Přeskače ·
Rešice ·
Rozkoš ·
Rudlice ·
Rybníky ·
Skalice ·
Slatina ·
Slup ·
Stálky ·
Starý Petřín ·
Stošíkovice na Louce ·
Strachotice ·
Střelice ·
Suchohrdly u Miroslavi ·
Suchohrdly ·
Šafov ·
Šanov ·
Šatov ·
Štítary ·
Šumná ·
Tasovice ·
Tavíkovice ·
Těšetice ·
Trnové Pole ·
Trstěnice ·
Tulešice ·
Tvořihráz ·
Uherčice ·
Újezd ·
Únanov ·
Valtrovice ·
Vedrovice ·
Velký Karlov ·
Vémyslice ·
Vevčice ·
Višňové ·
Vítonice ·
Vracovice ·
Vranov nad Dyjí ·
Vranovská Ves ·
Vratěnín ·
Vrbovec ·
Výrovice ·
Vysočany ·
Zálesí ·
Zblovice ·
Znojmo ·
Želetice ·
Žerotice ·
Žerůtky